# Eden Isle
Eden Isle – jednostka osadnicza w Stanach Zjednoczonych, w stanie Luizjana, w parafii St. Tammany.